# Teodosio Kujamgi
Teodosio Kujamgi (* 1805 in Damaskus; † nach 1879) war Bischof der Melkitischen Griechisch-Katholischen Kirche von Saïdā (Sidon).

## Leben
Er wurde 1836 zum Bischof von Saïdā (Sidon) gewählt. Die Bischofsweihe spendete ihm am 23. Dezember 1836 der Erzbischof von Tyros Ignazio Karut BS; Mitkonsekratoren waren Basilio Schajat, Bischof von Zahlé und Furzol, und Atanasio Tutundgi, Bischof von Tripoli.
Teodosio Kujamgi war Konzilsvater beim Ersten Vatikanischen Konzil. Zuletzt belegt ist er als Konsekrator bei der Bischofsweihe des Patriarchalvikars Athanase Nasser am 5. August 1879.